# Diablo II: Lord of Destruction
Diablo II: Lord of Destruction est une extension du jeu vidéo de hack and slash Diablo II développé par Blizzard North publié le 29 juin 2000. Comme le jeu original, elle est développée par Blizzard North et publiée par Blizzard Entertainment en Amérique du Nord et par Sierra Entertainment en Europe le 29 juin 2001. Comme Diablo II, celle-ci est très bien accueillie par les critiques et connaît un important succès commercial. Le jeu s’écoule ainsi à plus d’un million d’exemplaires dans les deux mois qui suivent sa sortie et il prend la tête des ventes de jeux vidéo sur PC aux États-Unis.
Le scénario de Lord of Destruction fait suite à celui de Diablo II. Le joueur y poursuit le démon Baal, le seigneur de la destruction, dans les hautes terres du nord, afin de l’empêcher de corrompre la Pierre-Monde et ses pouvoirs. En plus de nouveaux environnements et quêtes, le joueur à la possibilité d’incarner deux nouveaux personnages : l’assassin et le druide. L’extension apporte également une amélioration des graphismes du jeu original en permettant de jouer avec une définition de 800×600.
Lord of Destruction est le dernier jeu développé par l’équipe de Blizzard North. Celle-ci fusionne en effet avec les équipes de Blizzard Entertainment en 2005 après le départ en 2003 des fondateurs du studio. Le développement de Diablo III est alors recommencé à zéro par la nouvelle équipe de développement qui travaille sur le projet.

## Trame

### Univers
Diablo II prend place dans le monde imaginaire de type médiéval-fantastique de Sanctuaire, déjà développé dans le premier opus de la série. L’histoire débute dans le royaume de Khanduras, peu après les événements décrits dans Diablo, qui racontait la libération du démon Diablo et la quête d’un aventurier pour retrouver et tuer celui-ci.
Les trois Démons Primordiaux, Diablo et ses frères Baal et Mephisto, ont en effet été bannis des Enfers par leurs subordonnés, puis exilés sur Sanctuaire (le monde des hommes). Ils semèrent alors la discorde et la destruction dans les royaumes de l’Orient jusqu’à ce qu’un clan de mages appelé les Horadrims et mené par l’archange Tyraël réussisse à les vaincre. Les Horadrims enfermèrent les trois démons dans des pierres d’âmes qui furent ensuite cachées dans trois forteresses aujourd’hui oubliées.

### Contexte
À la suite de la défaite de Mephisto et Diablo dans Diablo II, Baal, le seigneur de la destruction, parvient à s’emparer de sa pierre d’âme et se dirige vers les hautes terres du nord avec l’intention de corrompre la Pierre-Monde et s'approprier ses pouvoirs. Celle-ci, cachée dans le mont Arreat, est défendue par les tribus barbares habitant la région. Baal lance ses troupes à l'assaut de Sescheron, la capitale des barbares, puis de la cité Harrogath, où se déroule l'Acte V du jeu.

### Scénario
Après la mort de Diablo, l’archange Tyraël ouvre un portail permettant au joueur de rejoindre la cité barbare d’Harrogath. Le joueur aide alors la population dans leur combat contre les troupes de Baal avant de se diriger vers le mont Arreat. Après avoir vaincu les anciens qui gardent l’entrée de la chambre où est cachée la Pierre-Monde, le joueur retrouve Baal et parvient à le tuer. Malheureusement, Tyraël constate que le démon a déjà réussi à corrompre la pierre. L'archange est contraint de la détruire, ce qui cause la destruction d'Arreat. Tyraël est également supposé mort.

## Système de jeu

### Personnages
L’extension inclut deux nouvelles classes de personnage, le druide et l’assassin, en plus de l’amazone, du barbare, du nécromancien, du paladin et de l’ensorceleuse déjà présents dans le jeu original. Le druide est un lanceur de sorts dont la magie est basée sur les éléments naturels et les métamorphoses. Il peut en outre se transformer loup-garou ou en ours, et dispose de sorts lui permettant d’invoquer des animaux, comme des corbeaux et des loups, mais aussi des plantes venimeuses ou des esprits. L’assassin est une spécialiste du corps à corps qui maîtrise les arts martiaux et est capable de poser des pièges,.
Lord of Destruction introduit également des améliorations au système de mercenaires du jeu original. Ces derniers deviennent ainsi capables de gagner de l’expérience et le joueur peut les équiper d’armes et d’armures. Le joueur a également la possibilité de conserver un mercenaire à ses côtés d’un acte à l’autre et, si celui-ci vient à mourir, il peut être ressuscité contre une certaine quantité d’or,.

### Équipement
Lord of Destruction introduit également de nombreuses nouveautés en ce qui concerne l’équipement. De nouvelles armes spécifiques aux différentes classes de personnages et de nouveaux objets uniques font ainsi leur apparition. L’extension introduit également de nouveaux types d’objets comme les charmes et les runes. Les premiers offrent un bonus passif au personnage qui les transporte dans son inventaire alors que les runes peuvent être serties sur certaines armes, de la même façon que les gemmes, pour en augmenter la puissance,. Ces runes peuvent être serties dans un certain ordre afin de créer des combinaisons (appelées « mots runiques ») qui offrent des bonus encore plus importants. De nouvelles fonctionnalités sont ajoutées au Cube Horadrim qui peut ainsi être utilisé pour créer de nouveaux types d’objets et la capacité du coffre a été augmentée.

### Interface
L’interface de Lord of Destruction reste similaire à celle du jeu original mais inclut un certain nombre d’améliorations. Ainsi, une mini-carte fait son apparition en plus de la carte déjà présente dans Diablo II. De nouveaux raccourcis clavier, qui peuvent être associés à des sorts ou qui permettent d’acheter les objets les plus communs, font également leurs apparitions. Enfin, les personnages disposent d’un set d’armes supplémentaire permettant au joueur de changer rapidement d’armes en plein combat à l’aide d’une touche de raccourci.

### Modes de jeu
Comme les quatre actes de Diablo II, le nouvel acte de Lord of Destruction peut être exploré aussi bien en solo qu’en multijoueur. Pour y accéder, le joueur doit au préalable terminer les quatre actes du jeu original, l’archange Tyraël ouvrant un portail vers celui-ci après que le joueur ait vaincu Diablo à la fin de l’acte 4. L’acte 5 est composé de six nouvelles quêtes. Pour accéder à celui-ci avec une des deux nouvelles classes de personnages introduites dans l’extension, l’assassin et le druide, le joueur doit donc d’abord terminer le jeu original avec le personnage en question. Comme dans Diablo II, les environnements, mais aussi les créatures et les trésors que le joueur peut y trouver, sont générés aléatoirement.

## Développement
La musique de Lord of Destruction est composée par Matt Uelmen en septembre 2000 et est enregistrée à Bratislava (Slovaquie) en janvier 2001. Elle est interprétée par l’orchestre philharmonique slovaque sous la direction de Kirk Trevor, de l’orchestre symphonique de Knoxville.  D’après Russell Brower, compositeur de la musique de Diablo III, elle reprend les principaux thèmes utilisés pour Diablo et Diablo II tout en étant fortement influencée par l’œuvre de Richard Wagner. D’après Matt Uelmen, la bande originale du film Conan le Barbare, composée par Basil Poledouris, est également une référence évidente puisque le jeu se déroule dans les hautes terres barbares.
Certains morceaux sont en revanche d’inspiration musique nouvelle ou expérimentale et s’inspirent d’artiste comme Claude Debussy, Bernard Herrmann ou Gustav Holst.

## Versions
Lord of Destruction est publié le 27 juin 2001 en Amérique du Nord et le 29 juin en Europe sur PC et Macintosh. Dans les années suivant la sortie de l’extension, les développeurs publient plusieurs mises à jour visant à corriger des bugs mais aussi à améliorer certains aspects du système de jeu. Ainsi le patch 1.10, publié le 23 octobre 2003, introduit un nouveau système créant une synergie entre les sorts, les points attribués à certaines compétences pouvant ainsi augmenter la puissance d’une compétence en lien avec celle-ci. Pour éviter de réduire la difficulté du jeu, la puissance des monstres est alors augmentée en conséquence. Afin d’offrir un nouveau challenge aux joueurs, Blizzard a également ajouté une nouvelle quête donnant la possibilité de combattre des versions plus puissantes de certains boss du jeu comme Mephisto, Baal ou Diablo dans un environnement semblable à celui de Tristram. Cette quête permet de récupérer un charme très puissant appelé « torche des flammes infernales » disposant de propriétés uniques,.
Le 26 septembre 2001, l’extension est republiée dans un coffret intitulé Diablo II Battle Chest  incluant également Diablo et Diablo II  ainsi que les deux guides de jeu correspondants publiés par BradyGames. Lord of Destruction est également disponible dans la collection Best Sellers Series.
Depuis 2008, le jeu est disponible en téléchargement digital sur la boutique en ligne de Blizzard Entertainment.

## Accueil
| Diablo II: Lord of Destruction |      |         |
| Média                          | Pays | Notes   |
| The Adrenaline Vault           | US   | 4/5     |
| AllGame                        | US   | 4/5     |
| Computer Gaming World          | US   | 4,5/5   |
| Gamekult                       | FR   | 80 %    |
| Game Revolution                | US   | B+      |
| GameSpot                       | US   | 82 %    |
| Gamezilla                      | US   | 93 %    |
| Gen4                           | FR   | 70 %    |
| IGN                            | US   | 88 %    |
| Jeuxvideo.com                  | FR   | 85 %    |
| Joystick                       | FR   | 85 %    |
| Compilations de notes          |      |         |
| Metacritic                     | US   | 87 %    |
| GameRankings                   | US   | 85,94 % |

Diablo II: Lord of Destruction est accueilli de manière très enthousiaste par les critiques spécialisées, ce qui lui permet d’obtenir  des moyennes de 87 % et 85,94 % sur les sites Metacritic et GameRankings.
Côté graphisme, les critiques saluent la possibilité de jouer avec une résolution de 800x600 alors que dans le jeu original, celle-ci était limitée à 640x480. Ils notent que cela rend le jeu moins pixelisé et que cela permet d’augmenter sensiblement la distance de vue du personnage, ce qui donne un certain avantage tactique au joueur. Ils précisent néanmoins que cela se fait au détriment de la performance et que le jeu demande donc une configuration plus puissante, même pour jouer avec une résolution plus faible,. Les critiques saluent également la qualité de la bande originale de l’extension et des nouvelles cinématiques. Les améliorations du système de jeu sont également bien reçues. Les critiques notent en particulier que les deux nouvelles classes de personnage ne se jouent pas comme celles du jeu original et qu’elles introduisent de nouvelles stratégies. Le nouvel acte est décrit comme réussi et comme étant le plus dur et le plus long du jeu, même si une dizaine d’heures suffit à le terminer. Il est également jugé suffisamment différent des précédents et comme proposant une certaine variété de quêtes. Globalement, les critiques jugent qu’avec deux nouvelles classes, un nouvel acte et les nouveaux objets, Lord of Destruction apporte suffisamment de nouveautés pour augmenter sensiblement la durée de vie du jeu,.
Le jeu est récompensé à plusieurs reprises en 2001. Ainsi, le magazine Macworld le nomme meilleure extension de l’année et le site GameSpy lui décerne le prix annuel de l’extension s’étant vendue le plus rapidement. Comme Diablo II avant lui, Lord of Destruction connait en effet un important succès commercial. Il devient numéro un des ventes de jeux sur PC en Amérique du Nord, en Europe et en Asie et s’écoule à plus d’un million d’exemplaires dans les deux mois suivant sa sortie. Couplé avec le succès de Diablo et de Diablo II, cela permet à la franchise de dépasser les 18,5 millions de titres vendus en 2008.